# 環境和性取向
環境和性取向的研究是指環境可能對人類性取向產生的影響，一些學者將環境影響和激素影響分開。但也有一些學者將生物學上的影響，如產前激素影響視為環境影響的一部分。
科學家至今仍不知道性取向的確切成因，但多認為其是遺傳、激素和環境的相互作用所致的結果。和性取向認同不同的是，科學家們不認為性取向是可以選擇的。
儘管目前沒有實質性證據表明早期童年經歷或撫養方式能影響一個人的性取向，但一些研究認為撫養方式或家庭環境跟非異性戀式的自我認同、童年性别不协调以及同性戀相關。

## 性取向跟性取向認同之對比
一般情況下人們不會區分性取向和性取向認同；這可能會影響評估性認同以及「性取向能否改變」的準確度；性取向認同在人的一生中可能會發生變化，其可能會，也有可能不會跟生理性別、性行為和實際的性取向一致。儘管多倫多市成癮與精神健康中心和美國精神醫學學會指出，性取向是固定終生不變的，而一些則可以在一生中發生某種變化，但美國心理學會則區分了性取向和性取向認同，視前者為固有的愛慕傾向；後者則可在一生中發生某種變化。科學家及精神健康專家並不視性取向為一種選擇。
美國心理學會指出：「性取向並不是一種隨意志改變的選擇……性取向的形成涉及到一系列的環境、認知和生物性因子……並在人生早期階段形成……證據表明包括遺傳因子和胚胎时期所接觸的激素在內，生物學因子在一個人的性方面扮演著重要角色」，並指出：「性取向認同不像性取向般，其可因精神治療、支援團體，以及人生事件而變化」。美國精神醫學學會指出：「個體可在人生不同階段意識到自己為異性戀者、男同性戀者、女同性戀者、雙性戀者……並反對任何基於同性戀本身就是一種精神障礙的假設，並先驗地假設當事人應改變其同性戀傾向的療法，包括轉換療法和修復療法」不過他們亦對同性戀肯定式精神治療表示贊同。
麗莎·黛蒙德這一位學者在回顧眾多關於女双性恋者和女同性戀者的性認同的研究後得出結論，指其發現：「與『同性之性』相關的變化和流動性與傳統固定、一致，並於早年發展的性取向樣式相矛盾」，不過其於後來指出性取向認同流動並不意味着性取向能夠改變，而只是「意味着性取向不是女性愛慕傾向的唯一決定因素」，並指「大部分女性的性取向不會產生變化」。

## 童年性別不協調
研究者發現童年時的性別不協調此一指標，能在很大程度上預測成年後的同性愛慕傾向。達里爾·貝姆指出有些孩童會明顯偏好於從事在文化上一般屬於另一性别的活動。從事與社會性別角色一致的活動會使性別協調的孩童產生「自體跟另一性别的同齡人不一樣」的感受；而性別不協調的孩童則會認為「自體跟同一性别的同齡人不一樣」。
貝爾曼和布魯克納指出，跟女性同時出生的男性（異卵雙生）報稱受同性吸引的可能性較非如此者高出了一倍，除非在其之上還有一位哥哥。他們表示其發現可通過以下假設來解釋——童年早期和前青春期的性別社會化程度降低會促使當事人產生同性愛慕傾向。他們認為性別相異的雙胞胎的父母更有可能以較不考慮性別的方式照料他們；而一位哥哥的存在则有助于弟弟的性別社會化進程。不过他們的研究並沒有發現性別社會化進程影響性取向的直接證據。而事實上迄今也沒有證據能把童年時的性別社會化進程跟性取向聯繫起來 。幾項雙胞胎研究則表明，幾乎所有在同一性取向人群的家庭所找到的相似點都是由基因引起的。青少年报稱受同性吸引的比例顯著高於實際從事同性性行為的比例，因為受同性吸引的青少年還需要等待一個機會才能從事之。由於該些機會明顯是社會建構的，所以研究者估計社會環境對性行為的影響大於對愛慕傾向的影響。

## 家庭的影響
研究者亦提出了證據，指與非同性戀者的父親相比，男同性戀者的父親較排斥及少於关爱自身；其還與母親維持較親密的關係。一些研究者認為這可能表明童年的家庭經歷是同性戀形成的重要決定因子，或只是父母對其子女的非常規性別表現所作出的反應。迈克尔·鲁斯認為兩者在不同的例子下皆可能正確。
徐畢卿等人曾對275名台灣男士兵進行過研究，他們的結論認為「『父親的保護』和『產婦護理情況』為男性發展同性戀傾向的脆弱性因素……發展同性戀傾向的關鍵因子為对父親存有依戀、內向和神經質」。一項研究指出，男同性戀者比女同性戀者更趨向於報稱在童年時跟母親擁有一段正面的關係。2000年發表的一項美國双生子研究指出，包括部分遺傳因素在内，家庭因素會影響（但不是直接塑造）一個人的性取向。
研究還表明男同性戀者比女同性戀者擁有明顯較多的哥哥，其數量還明顯高於男異性戀者。2006年的一項丹麥研究比對了跟異性结婚與和跟同性结婚的人群，發現前者跟父母年纪較少、父母年纪差較少、父母關係穩定、擁有大量的兄弟姐妹，以及出生順序較晚顯著相關。與在完整家庭中長大的孩子相比，經歷父母離婚的較不可能與異性结婚。對於男性的情况而言，「跟同性结婚」與母親年紀較大、父母離異、欠父親管教、在眾多手足中排行最小有關。對於女性的情况而言，青少年時期母親因孕產怀孕而死亡、和「自身為獨子、家庭中唯一的女或在眾多手足中排行最小」這兩點皆與「跟同性结婚」的可能性增加有關。
2008年的一項双生子研究結論道，男性的同性性行為並不受家庭環境或共享環境影響；对女性的同性性行為而言则只有很少的影響。在一項對409對同性戀兄弟（包括双生子）進行基因分析的研究中，研究者發現了有力證實「一些男同性戀者生來如此」的證據。這項研究的研究对象數目为以前同类型研究的三倍，增加其在統計學上的效度。它的結論把性取向與人類基因組中的兩個區域（Xq28、8q12）聯繫起來，此一關係亦於以前同類研究中發現。然而該研究的主要負責人艾倫·桑德斯則指出：「性取向等複雜特徵是多種因素所塑造的，當中包括環境因素和遺傳因素」。X染色體上有一處區域稱為Xq28，該區域由美國國立衛生研究院的迪恩·哈默於1993年首次确认；8q12位於第8號染色體上，並於2005年首次确认。

### 撫養方式
儘管目前沒有實質性證據表明早期童年經歷或撫養方式能影響一個人的性取向，但研究者卡梅倫於2006年發表的一項研究發現「家長的性傾向會影響下一代的性傾向」。一項於2010年發表的研究再次確認了此一結果，並指出「儘管多次嘗試的結果偏向於虛無假設，且63項研究中多達20項（32％）出現錯誤，但卡梅倫於2006年發表的研究假設是值得相信的——其假設擁有同性戀傾向的家長的子女更有可能是同性戀者、雙性戀者，或疑性戀者……社會和家長這兩個因素可能會影響當事人對非異性戀式認同和/或行為的表達」。比爾曼则反指社會化經歷儘管可能會塑造當事人的性慾望，但其不會影響當事人成年後的性取向；並指遺傳因子可能於當中扮重要角色——其先影響一個人的愛慕傾向，繼而影響其行為。

### 出生順序
幾項研究指出，在當事人之上每多一個兄長，該名男性發展同性戀傾向的可能性便會增加28-48％。大多數研究者將此一現象歸結於產前環境因素影響，比如產前激素。莫加南於2006年發表的研究則表示，該些效應的強度跟愛慕同性的程度之間不存在任何關係，並指出生順序對性取向的影響完全是一項社會性進程。

## 城市環境
愛德華·勞曼等人在《性的社会组织：美国人的性行为》一著中指出，同性戀傾向與當事人在14歲時的居住地城市化程度正相關。相關情況在當中男性更為顯著。他們假設：「大城市可能提供了一個適合的環境去發展及表達同性愛慕傾向」。勞曼於其後發表的著作《城市的性组织》中進一步闡述了這一想法，其於當中指出性取向的展現取決於「性市場」存在與否，和是否擁有讓特定性取向者可以聚集的場所。
與出生於丹麥農村地區的人相比，出生於丹麥首都地區的同輩較有可能跟同性结婚。

## 性虐待史
美國精神醫學學會指出：「目前還沒有找到特定的家庭動態因素或心理因素會使人出現同性戀傾向，包括兒時有否遭受性虐待。與日後自認為異性戀者的兒童相比，性虐待並不在日後自認為男同性戀者、女同性戀者、雙性戀者的兒童當中更為盛行」。
《美国医学会杂志》的一項研究指出：「與同儕相比，遭受虐待的青少年於日後自認為同性戀者和雙性戀者的可能性大了7倍，對於男性的情況而言更是如此」。然而該研究並沒有說明受害者在受害之前是否自認為同性戀者和雙性戀者，令人們不能得知他們的非異性戀取向和認同是否該些虐待所造成的。且沒有纵向研究能夠確定性虐待和性取向之間的因果關係。
另外一項研究發現「46%的男同性戀者報稱遭受同性猥褻，相比下男異性戀者只有7%。22%的女同性戀者報稱遭受同性猥褻，相比下女異性戀者只有1%」。然而這項研究遭受了一些批評，批評點包括其為非臨床研究、使用欠代表性的樣本、沒有提供研究中的同性戀者從何找來的資料、論文結果與解釋存有矛盾、原始研究跟論文和期刊中得出的結論存有矛盾、暗示自我認同為同性戀者是遭受性虐待的結果，儘管研究中68％的男性和62％的女性在遭受猥褻前已自認為同性戀者。此一研究同樣受到在很小的時候就意識到同性愛慕傾向的人的批評，人們通常會在自認為同性戀者之前就意識到他們的同性愛慕傾向。然而該研究只向參與者詢問他們自認為同性戀者的年齡，而不詢問他們意識到同性愛慕傾向的年齡，因此無法「確定他們是在意識到同性愛慕傾向之前還是之後才發生虐待」 。人們也無法靠這項研究推斷出性虐待與同性戀之間的因果關係。該研究指出：「研究中的同性戀參與者可能不能代表[所有]同性戀者……猥褻可能不會成為任一性別的非異性戀取向因子」。更進一步的批評指這項研究並沒有在調查問卷中使用「猥褻」一詞，而是使用「性接觸」，接著在分析數據吋把「性接觸」換成「猥褻」。還有批評指其過分依賴保羅·卡梅隆的研究。卡梅隆被美國心理學會開除，並受到美國社會學協會、加拿大心理學會和內布拉斯加心理學協會的共同譴責，因為他一直誤解和歪曲有關性、男同性戀和女同性戀的科學研究。
一項發表在《性行為檔案》的30年纵向研究顯示，儘管有過童年性虐待史的人更有可能報稱擁有同性性伴侶，但他們並不能找到「童年遭受虐待及疏忽看管跟成年同性戀傾向之間的任何顯著因果關係」。與沒有經歷者相比，童年時經歷身體虐待、性虐待或疏忽看管的男女所報稱的同性性伴侶數量較多，跟同性同居的比例亦較高。該研究的著者推測：「性虐待可能導致當事人對性取向存有疑惑，並令其更踴於把同性戀關係及異性戀關係皆嘗試一遍，但可能不會影響最終的性取向」。